# Androcymbium eucomoides
Androcymbium eucomoides är en tidlöseväxtart som först beskrevs av Nikolaus Joseph von Jacquin, och fick sitt nu gällande namn av Carl Ludwig von Willdenow. Androcymbium eucomoides ingår i släktet Androcymbium och familjen tidlöseväxter. Inga underarter finns listade i Catalogue of Life.